# Tatort: Dunkle Wege
Dunkle Wege ist ein Fernsehfilm aus der Kriminalreihe Tatort der ARD und des ORF. Der Film wurde vom Norddeutschen Rundfunk produziert und am 16. Januar 2005 erstmals ausgestrahlt. Es handelt sich um die Tatort-Folge 586. In ihrem 6. Fall ermittelt  Kriminalhauptkommissarin Charlotte Lindholm (Maria Furtwängler) vom LKA Hannover, getarnt als Dozentin, unter Polizeischülern in Hann. Münden, wo man einen Toten zu beklagen hat.

## Handlung
Gerd Lähner, ein Polizeischüler der Landespolizeischule Niedersachsen in Hann. Münden, wird nach einem Übungseinsatz tot aufgefunden. Mit den vorerst internen Ermittlungen wird Kriminalhauptkommissarin Charlotte Lindholm betraut. Die Kommissarin spricht mit der Rechtsmedizinerin, die ausführt, dass der Tod durch eine direkt aufgesetzte Waffe eingetreten sei. Durch den hohen Gasdruck sei auch ein FX-Waffenprofil tödlich. Lähner habe keine Chance gehabt. Die Leiche weise außerdem am gesamten Oberkörper frische Hämatome auf. Bei dem aufgezeigten Verteilungsmuster könne ein Sturz ausgeschlossen werden. Zur selben Zeit herrscht eine ängstlich-aufgeregte Stimmung unter den Polizeischülern. Kurz darauf trifft Lindholm an der Schule ein und wird von deren Direktor Kreuzkamp vorgestellt. Anwesend sind die zuständige Staatsanwältin, Hauptkommissar Pieper, Kriminaloberkommissar Döring, Übungsleiter der P1, zu der auch der Tote gehörte, und – zu Lindholms großer Überraschung – auch Staatssekretär Tobias Endres, mit dem die Kommissarin seit kurzem zusammen ist. Er wurde vom Innenminister geschickt und soll den Ermittlern auf die Finger sehen. Man solle die Angelegenheit für einige Tage unter Verschluss halten, keine Informationen nach außen, bittet Endres. Lindholm soll sich bei den Schülern als Dozentin ausgeben und verdeckt ermitteln. Bei der Kommissarin stößt dieser Vorschlag auf wenig Gegenliebe. Trotzdem sieht sie sich kurz darauf der Klasse gegenüber, in die auch Gerd Lähner ging. Kurzerhand schlägt sie eine praktische Übung vor und lässt den Fall Lähner nachstellen. Die Schüler simulieren die Situation flüchtiger Bankräuber mit Geisel. Einige Schüler sind dermaßen außer sich, dass die Kommissarin abbricht und den Unterricht erst einmal beendet. Kurz darauf sucht sie das Gespräch mit Sandra Wiegand, die ihr besonders betroffen schien. Der Tote sei bis vor zwei Wochen ihr Freund gewesen, dann habe Gerd sich in eine andere verliebt. Mit Hinweis auf die schweren Misshandlungen kurz vor Lähners Tod will die Kommissarin wissen, wer eine solche Wut auf den jungen Mann gehabt habe. Sandra entgegnet, dass alle sauer auf ihn gewesen seien, weil er sich stets mit allen angelegt habe. Die Aktion sei nicht geplant gewesen und irgendwie aus dem Ruder gelaufen. Die junge Frau gibt zu, dass sie, Bronner, Grammert und Wels beteiligt gewesen seien, Reins dagegen nur ein Gaffer sei. Mit Sicherheit habe niemand von ihnen geschossen. Sie habe Gerd helfen wollen, weil er ihr dann doch leidgetan habe, die anderen hätten sie aber weggezogen. Selbstmord schließt sie aus.
Gerd Lähner war ein hervorragender Schüler, der beste seines Jahrgangs. Auf Lindholms Frage nach diversen Verweisen, die Mitschüler seinetwegen kassiert hätten, antwortet Kreuzkamp, dass man ja schließlich erwarten dürfe, dass die Schüler sich der Wahrheit verpflichtet fühlen. Als die Kommissarin sich kurz darauf in Lähners Zimmer umsehen will, trifft sie dort auf seinen Ausbilder Döring, der sie mit einer fadenscheinigen Begründung abspeist. Gegen Abend sieht Lindholm, wie die Studenten Grammert und Bronner sich verdächtig an einem Computer zu schaffen machen. Einmal mehr fühlt sie sich in dieser Situation der Mittel beraubt, die ihr sonst zur Verfügung stehen. In der Schulküche trifft Lindholm auf die Köchin Lisa, die dort schon zu ihrer Ausbildungszeit war. Sie erzählt ihr, dass Lähner in einem Streitgespräch der Schüler geäußert habe, dass die anderen es nicht verdient hätten, auf einer solchen Schule zu sein, und ihnen gedroht habe, sie anzuzeigen. Sie glaube, das habe etwas mit der „Diamant“ zu tun, das sei ein feines Schiffsrestaurant auf der Weser. Zusammen mit Endres verschafft sich die Kommissarin Eingang im exklusiven „Diamant“, ohne ihren Freund jedoch über ihre tatsächlichen Motive aufgeklärt zu haben. Als er fragt, warum sie hier seien, erwidert sie nur: „Wir machen das, wozu du mich verdonnert hast.“ Schnell stellt sich heraus, dass dort in einem Hinterraum illegal Roulette gespielt wird. Auch Grammert und Bronner sind gerade auf dem Schiff, entdecken Lindholm auf einem Überwachungsschirm und informieren den Geschäftsführer Sellner. Folge davon ist, dass die Kommissarin angegriffen wird und über Bord geht und Endres ihr hinterherspringt. Bei einer späteren Durchsuchung des Schiffes deutet nichts mehr auf einen illegalen Spielclub hin. Dass Sellner nicht koscher ist, wird allerdings auch offenbar. 
Wieder tritt die Kommissarin vor die Klasse, man wolle über Vernehmungstechnik reden und worauf es ankomme. Die Aufgabe des vernehmenden Beamten sei es, die Beweggründe des Beschuldigten zu verstehen. Erst dann sei es möglich, diese nach und nach zu entkräften, um ihm so den Boden zu entziehen. Das nenne man Schwächung der Widerstandsenergie. Dasselbe gelte im Übrigen auch für Zeugen, die lügen würden, weil sie sich selbst schützen wollen oder weil sie gleichgültig seien, was manchmal noch schlimmer sei. Wenn man es nicht gerade mit einem Gewohnheitstäter zu tun habe, dann habe der Täter nach der Begehung seiner Tat Probleme damit, sein Handeln vor sich selbst zu rechtfertigen, also suche er nach Gründen, weshalb er das Recht hatte, seine Tat zu begehen. Damit sei man wieder bei dem Fall Lähner. Warum habe Lähner verdient zu sterben? Weil er immer Recht haben wollte? Weil er sich mit seiner Moral über andere gestellt habe? Weil er ihnen Verweise eingebracht, jemanden sitzengelassen habe? Wäre das eine Erklärung dafür, dass er feige verprügelt worden sei? Neben Schwarz und Weiß gäbe es jede Menge Graustufen, führt Lindholm aus und fährt fort: „Aber nicht für Sie. Wenn Sie sich für diesen Beruf entschieden haben, dann haben Sie sich ganz eindeutig für eine Seite entschieden.“ Die Schüler sollen genau aufschreiben, was sie über diesen Vorfall wissen, und darüber nachdenken, was sie lieber für sich behalten wollen und warum, aus Naivität oder Feigheit. Bronner begehrt auf, ob die Dozentin überhaupt solche Spielchen mit ihnen spiele dürfe. „Das ist kein Spielchen, ich ermittle in einem Mordfall“, ist Lindholms Antwort. 
In einem Gespräch mit Sandra erfährt Lindholm, dass Lähner damit gedroht hatte, den illegalen Spielclub auffliegen zu lassen, außerdem habe er ein Verhältnis mit Dörings Frau begonnen. Döring, dazu befragt, meint, seine Frau sei diejenige gewesen, die ihn dazu gebracht habe, beim SEK aufzuhören und zu unterrichten. Seitdem sei es zwischen ihnen beiden immer schlechter gelaufen. Er glaube, seine Frau habe bei Lähner etwas gesucht, was sie dachte verloren zu haben, der Junge sei doch nur eine Projektionsfläche für sie gewesen. 
Kurz darauf geht es Schlag auf Schlag, Festnahmen erfolgen und Verhöre. Lindholm spricht mit Grammert. Sie verweist auf seine Cousine Birgit Wels, die sich sehr gut mit Computern auskenne und ihnen geholfen habe, die Daten, die er von der Festplatte gelöscht habe, wiederherzustellen. Dort habe man Auszüge aus der Cevis-Bank gefunden: Kraftfahrzeugdaten, Farbe, Typ, Adresse des Halters. Man kaufe billig Unfallautos, am besten teure Mittel- und Oberklassewagen, besser noch Totalschäden, dann verschrotte man sie, ohne sie abzumelden, stehle dieselben Modelle in neu und schon habe man einen Neuwagen mit sauberen Papieren. Schrottfrisierung nenne man das. Aber dazu brauche man jemanden, der einem sagt, wo man die entsprechenden Autos findet. Jemand mit Zugang zur Flensburger Kartei. Man sei da so hineingeschliddert, meint der junge Mann. Auf Lindholms entsprechende Frage, nein, um Himmels willen nein, sie hätten Lähner nicht umgebracht. Er sei doch Polizist. „Sie sind schon längst kein Polizist mehr“, entgegnet die Kommissarin. In die Vernehmung platzt ein Anruf hinein, dass man Olaf Reins tot aus der Weser gefischt habe, wahrscheinlich Genickbruch.  
Ein Einsatz mit allen verfügbaren Kräften wird angesetzt. Döring will dabei sein. Er stößt auf Sellner und wirft ihm eine Eisenstange zu, dann bedroht er ihn mit seiner Waffe. Auf Sellners Feststellung, dass er Lähner getötet habe, gibt er das indirekt zu und meint, dass er sich jetzt gegen ihn wehren müsse, denn er habe ihn mit einer tödlichen Waffe angegriffen. Lindholm funkt dazwischen und erklärt Döring, dass er keine scharfe Waffe habe und der eigentliche Einsatz bereits am frühen Abend gelaufen sei. Dabei habe man genug gefunden, um Sellner davon zu überzeugen, mit der Polizei zusammenzuarbeiten. Döring empört sich. Reins habe ihn bei der Tat gesehen und mit ihm sprechen wollen, da er ihn, sein Idol, nicht habe verraten wollen, meint Lindholm. Döring versucht verzweifelt seine Haut zu retten und alles so darzustellen, wie er es gern sehen würde, seine Schutzbehauptungen werden immer abstruser. Energisch gebietet Lindholm ihm endlich ruhig zu sein, es reiche. „Sie machen einen Riesenfehler“, ist seine Antwort. Beim Abschied von Kreuzkamp wirkt die Kommissarin nachdenklich. Sie frage sich dauernd, ob sie den Tod des Jungen hätten verhindern können. Vielleicht war es doch ein Fehler, verdeckt zu ermitteln. Kreuzkamp entgegnet, was er sagen solle, immerhin kenne er Döring seit zwölf Jahren.

## Hintergrundnotizen
Gedreht wurde vom 7. September bis zum 8. Oktober 2004 in Hann. Münden und Umgebung.
Privates der Kommissarin: Als Martin in seine Wohnung kommt, sieht es in der Küche chaotisch aus, wie er kurz darauf erfährt, hat Charlotte gekocht. Als er ihr das Frühstück ans Bett bringen will, trifft er auf Tobias Endres. Geschickt überspielt Martin die Situation und steckt auch Charlottes versteckten Hinweis weg, dass sie gern mit Tobias allein wäre. Während die beiden noch im Bett turteln, klingeln ihre Handys und aus dem geplanten gemeinsamen Wochenende in Italien wird nichts, da ein Einsatz ruft. Als Tobias sich später in Hann. Münden bei Charlotte meldet, um den Abend mit ihr zu verbringen, ist sie noch sauer über seine Weisung, verdeckt ermitteln zu müssen, und entgegnet etwas kurz angebunden, dass sie müde sei. Später taucht er dann doch in ihrem Zimmer in der Polizeischule auf, was sie für keine gute Idee hält, gibt sich ihm aber dann doch geschlagen. Als beide aus der Weser krabbeln, meint Endres, was genau sie eigentlich auf dem Schiff gesucht hätten. Charlottes Nerven sind angespannt. Sie weint. Tobias nimmt sie in die Arme und will wissen, ob jeder ihrer Einsätze so ende, er habe nämlich keine Lust, sich bis zu ihrer Pensionierung Sorgen um sie machen zu müssen. Denn mit ihnen, das fange doch gerade erst an, oder? Verwirrt, aber auch glücklich, erwidert Charlotte: „Meinst du das wirklich?“ „Ja!“ 
Nach dem Bad in der Weser klopft es morgens an Charlottes Tür. Martin steht draußen. Auf ihre Frage, was er denn hier mache, poltert er los, das sei ja ein toller Empfang. Nachts rufe ihn eine wildfremde Frau an, die ihre Handtasche mit seiner Telefonnummer drin an der Weser gefunden habe. Er rufe sie an, nur die Mailbox, kein Rückruf. Er rufe bei der Polizei an, in diversen Krankenhäusern, nichts. Er werde bald wahnsinnig, setze sich in sein Auto, fahre die halbe Nacht, sie mache ihm auf und frage allen Ernstes, was er hier mache. Charlotte ist gerührt und dann hat Martin auch noch ihre Bettwäsche dabei, da er doch damit gerechnet habe, dass sie im Krankenhaus liege und doch keine fremde Wäsche möge. Als Martin Tobias sieht, kann er sich ein halb gemurmeltes: „Ist der denn jetzt immer bei dir?“, nicht verkneifen. Als Tobias, als sie wieder allein sind, meint, Martin sei sensibel wie alle verliebten Kerle, hält Charlotte das für Quatsch. Am Ende des Films meint Charlotte zu Tobias, der sie in ein schnuckliges, kleines Hotel einlädt, besser nicht, kann dann aber doch nicht widerstehen und steigt zu ihm ins Auto. 
Charlottes ehemaliger Ausbilder Kreuzkamp will wissen, wer zu Charlottes Zeit für den nie aufgeklärten Diebstahl, zu dem sie seinerzeit die Aussage verweigert hatte, verantwortlich gewesen sei. „Er ist heute einer der besten Ermittler, die wir in Niedersachsen haben, sie hätten ihn feuern müssen“, ist ihre Antwort. Kreuzkamp darauf leicht schmunzelnd, es sei damals ein hartes Stück Arbeit gewesen, das Kollegium davon zu überzeugen, dass man ihr eine zweite Chance gibt. „Sie haben? … hmmm“. 

### DVD
Diese Tatort-Folge ist am 18. November 2010 auf der Tatort-Jubiläums-Box 40 Jahre Tatort erschienen, die außerdem die Folgen Herzversagen (Sänger und Dellwo) und Eine Leiche zu viel (Thiel und Boerne) enthält.

## Rezeption

### Einschaltquote
Bei seiner Erstausstrahlung wurde der Film von 8,24 Mio. Menschen eingeschaltet und erreichte einen Marktanteil von 21,4 Prozent.

### Kritik
TV Spielfilm zeigte mit dem Daumen nach oben, gab für Humor, Anspruch und Action jeweils einen von drei Punkten, für Spannung zwei und fasste sein Urteil mit folgenden Worten zusammen: „Unaufgeregt, sympathisch und realistisch.“
Tilmann P. Gangloff befand bei tittelbach.tv, dass die Idee, Tobias Endres (Hannes Jaenicke) an Lindholms Seite zu stellen, gut gewesen sei. Die Regisseurin Christiane Balthasar finde die richtigen Töne „für die mal schroffe, mal zärtliche Beziehung des ungleichen Paars“.  Aber auch die Story des Krimis überzeuge. Gangloff bescheinigte den Lindholm Tatort-Folgen, dass der „sorgfältige Blick für Details ohne Frage mit dazu beitragen [habe], dass sich Furtwängler schon nach relativ wenigen Filmen […] unter den Top-Teams der ‚Tatort‘-Reihe etabliert [habe].“
Helge Hopp von der Berliner Zeitung allerdings war der Meinung, dass die „neue Figurenkonstellation“ das „wahre Ärgernis“ des Films sei. „Neben dem notorisch unmotiviert auftauchenden Mitbewohner Martin [müsse nun] noch ein weiterer Kerl auf Gedeih und (hier leider) Verderb in den Drehbüchern untergebracht werden.“ Auch dadurch bleibe „der Blick in das Milieu der verunsicherten Halbstarken, die doch bald möglichst souverän Recht und Ordnung verkörpern sollen, zu unentschlossen, verzettel[e] sich die schwachbrüstige Story zwischen all den angerissenen, kaum vertieften Erzählsträngen.“
Für die Fernsehzeitschrift prisma handle es sich um eine „spannende ‚Tatort‘-Folge, die einen interessanten Einblick in die Schulung der Polizei gewähr[e]“.